# Кюн, Энрико
Энрико Кюн (нем. Enrico Kühn; 10 марта 1977, Бад-Лангензальца, округ Эрфурт, Германия) — немецкий бобслеист, выступающий за сборную Германии с 1997 года. В 2002 году принимал участие в зимних Олимпийских играх в Солт-Лейк-Сити и в составе четвёрки (Андре Ланге, Кевин Куске, Карстен Эмбах) выиграл золотую медаль, что на данный момент является главным его достижением.
Энрико Кюн регулярно участвует в гонках чемпионатов мира, наиболее успешным для него оказался 2004 год, когда на соревнованиях в Кёнигзее спортсмен удостоился серебряной награды.